# Place Lascaris
Pour les articles homonymes, voir Lascaris (homonymie).
La place Lascaris, actuelle place du Mont-Agel, est une place de Peille, dans le département des Alpes-Maritimes.

## Historique

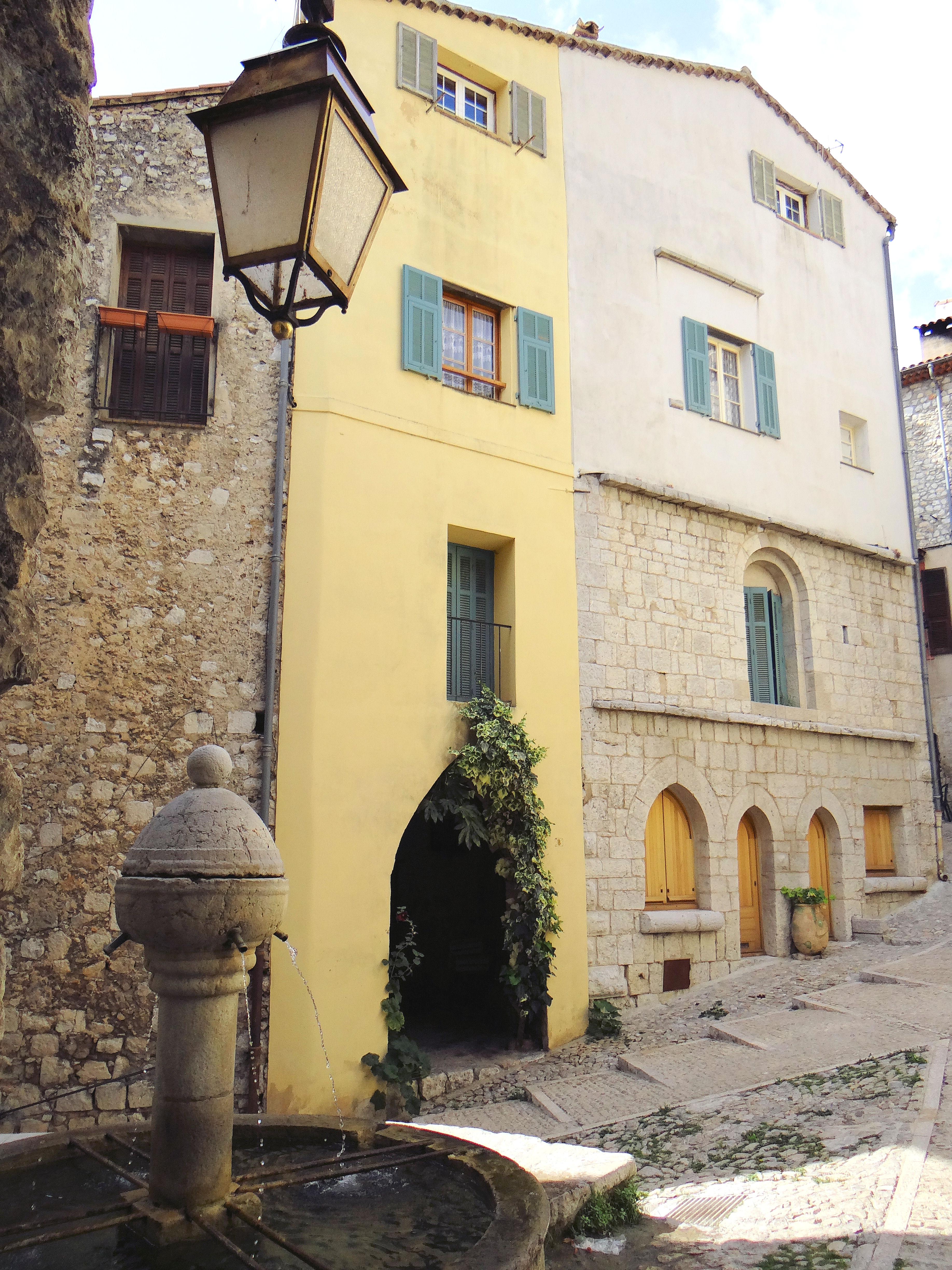
Le palais du Juge-Mage et la fontaine gothique

Le 11 janvier 1177, Alphonse Ier ou II, roi d'Aragon, comte de Barcelone, comte de Provence, institue un consulat à Peille avec une juridiction s'étendant sur Peille, Peillon, La Turbie et Monaco. Les juges siégeaient dans le palais du juge-mage (appelé aussi palais des consuls), à droite de la place, construit au XIIIe siècle, XIVe siècle.

## Bâtiments remarquables et lieux de mémoire
On trouve sur la place une fontaine gothique avec son dallage en cailloux. Au fond de la place, la loge avec deux arches reposant sur une colonne romane.
La place fait l’objet d’une inscription au titre des monuments historiques depuis le 30 septembre 1942.